# Percy Valladares
Percy Abel Bermudo Valladares (Huanta,  Ayacucho, 5 de diciembre de  1968 - ),  es un  periodista, lucutor, profesor y político peruano. Actual alcalde del Distrito de Huanta y la provincia de Huanta (2015-2018).

## Biografía
En las elecciones regionales y municipales del Perú de 2014 se presenta como candidato del Movimiento Alianza Regional Ayacucho (ARA) a la Alcaldía Provincial de Huanta siendo electo Alcalde para el periodo 2015-2018 perteneciente al partido del profugo oscorima